# Green Isle (Minnesota)
Green Isle es una ciudad ubicada en el condado de Sibley en el estado estadounidense de Minnesota. En el Censo de 2010 tenía una población de 559 habitantes y una densidad poblacional de 220,46 personas por km².

## Geografía
Green Isle se encuentra ubicada en las coordenadas 44°40′58″N 94°0′15″O / 44.68278, -94.00417. Según la Oficina del Censo de los Estados Unidos, Green Isle tiene una superficie total de 2.54 km², de la cual 2.54 km² corresponden a tierra firme y (0%) 0 km² es agua.

## Demografía
Según el censo de 2010, había 559 personas residiendo en Green Isle. La densidad de población era de 220,46 hab./km². De los 559 habitantes, Green Isle estaba compuesto por el 98.21% blancos, el 0.36% eran afroamericanos, el 0.18% eran amerindios, el 0% eran asiáticos, el 0% eran isleños del Pacífico, el 0.89% eran de otras razas y el 0.36% pertenecían a dos o más razas. Del total de la población el 3.04% eran hispanos o latinos de cualquier raza.